# Споменик тетовским мученицима
Споменик тетовским мученицима се налази на сеоском гробљу у Прекодолцу, на месту покопа виђенијих Срба из Тетова, који су побијени у Владичином Хану за време Другог светског рата.
У новембру 1943. године, након повлачења италијанске војске из Македоније, бугарска окупациона војска улази у Тетово и хапси десет најугледнијих грађана српске националности. Међу ухапшеним Србима био је и Петар Старчевић, некадашњи шеф жандармерије Kраљевине Југославије, један од најугледнијих људи у Тетову и угоститељ.
Након хапшења, тетовске Србе одводе у Владичин Хан, свирепо их муче у подруму станице полиције и убијају их 1. новембра 1943. године и сахрањени на сеоском гробљу у Прекодолцу, где је подигнут споменик поред цркве Светог Николе.
Сваке године се ту служи Литургија у знак сећања на недужно страдале Тетовчане. Гробно место се одржава, а цвеће и венци се редовно полажу.